# Naissance en 1394
Naissance
- 1390
- 1391
- 1392
- 1393
- 1394
- 1395
- 1396
- 1397
- 1398

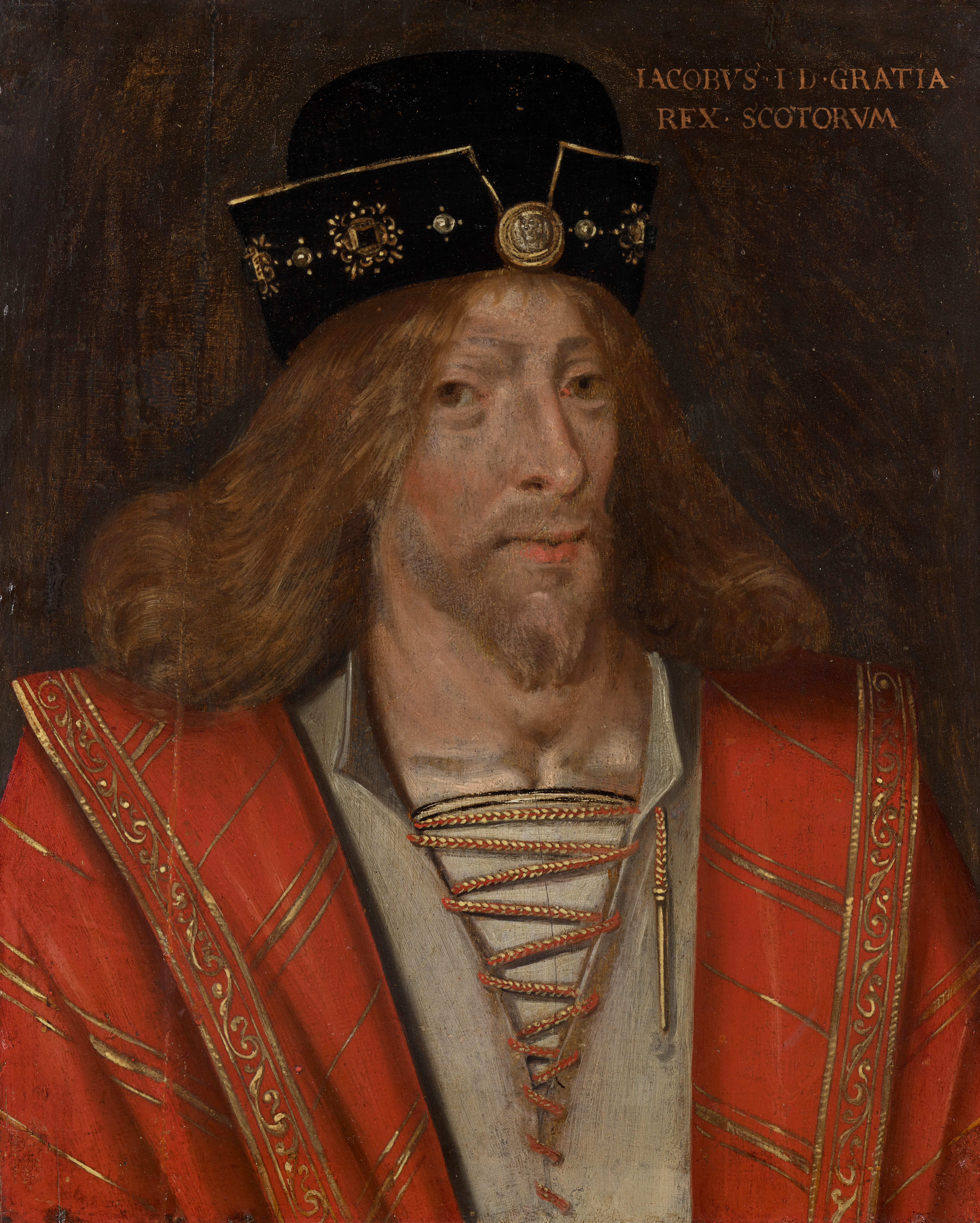
Jacques Ier d'Écosse, né en 1394.

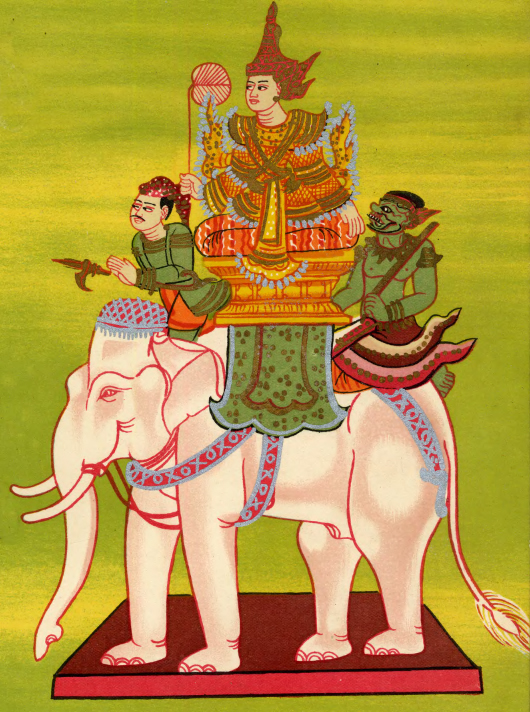
Thihathu, né en 1394.

Cette page dresse une liste de personnalités nées au cours de l'année 1394  :
- 4 mars : Henri le Navigateur, troisième fils du roi Jean Ier de Portugal, initiateur des grandes explorations portugaises.
- 22 mars : Ulugh Beg, né Muhammad Tāraghay, prince astronome, mathématicien et sultan de l'Empire Timuride à Sultaniya en Iran.
- 3 juin : Thihathu, cinquième souverain du royaume d'Ava, en Haute-Birmanie.
- 4 juin : Philippa d'Angleterre, princesse anglaise devenue reine de l'Union de Kalmar  en épousant le roi Éric de Poméranie,  reine consort de Danemark, de Norvège et de Suède.
- 13 juin : Ashikaga Yoshinori, sixième des shoguns Ashikaga de la période Muromachi de l'histoire du Japon.
- 25 juillet : Jacques Ier d'Écosse, duc de Rothesay et roi d'Écosse.
- 24 novembre : Charles d'Orléans, duc d'Orléans et de Valois, comte de Blois et de Soissons.

- Antonio Beccadelli, ou Antonius Panormita, c'est-à-dire Le Palermitain, humaniste italien.
- Sidi Boushaki Ez-Zaouaoui, ou Ibrahim Ibn Faïd Ez-Zaouaoui, saint patron de la ville de Thénia, théologien musulman maghrébin.
- Charles d'Artois, comte d'Eu.
- Paphnuce de Borovsk, higoumène et saint russe.
- Marie de Bourgogne, duchesse de Clèves.
- Jacques de la Marche, franciscain de l'Observance.
- Marguerite des Baux, comtesse de Saint-Pol, de Brienne et de Conversano.
- Shin Sawbu, aussi connue sous le nom de Binnya Thau  ou Vieille Reine, la plus célèbre des rares souveraines à avoir exercé le pouvoir en Indochine.
- Kujō Mitsuie, noble de cour japonais (kugyō) de l'époque de Muromachi : il occupe la position de régent kampaku.
- Ikkyū Sōjun, moine et poète japonais.
- Jean Soreth, frère carme du couvent de Caen qui devient par la suite le 25e prieur général de l'Ordre du Carmel.
- Ibrahim Sultan,  ou Ibrahim Soltan, prince timouride, gouverneur du Ferghana, de Balkh et de Chiraz.
- Gauthier van Beringen, 25e abbé de Parc.
- Willem van Wachtendonk, ou Willem van Gulik, fils bâtard de Renaud IV de Gueldre.
- Yangnyeong, lettré confucéen, homme politique de la dynastie Joseon en Corée († 7 septembre 1462).

date incertaine (vers 1394)
- Merina de Cordoue, ou Mariana Fernández de Córdoba y Ayala, ou Mariana de Ayala Córdoba y Toledo, 4e dame de Casarrubios del Monte.

## Crédit d'auteurs
- Cet article est partiellement ou en totalité issu de l'article intitulé « 1394 » (voir la liste des auteurs).